# Домінік Суейн
Домінік Аріана Суейн, інша транскрипція&nbsp Свейн, (англ. Dominique Ariane Swain; нар. 12 серпня 1980, Малібу, Каліфорнія) — американська акторка. Найбільш відома за головною роллю в фільмі «Лоліта» 1997 року.

## Життєпис
Народилася 12 серпня 1980 року у Малібу, Каліфорнія, в родині Девіда і Сінді Суейнів. Її батько працював інженером у сфері електропостачання. Домінік має трьох сестер і брата (її сестра Челсі Свейн також стала акторкою). Навчаючись у школі, вона домоглася блискучих результатів у плаванні та легкій атлетиці. Паралельно розвивала свої художні нахили в літературі, живописі та скульптурі.
1993 року, в 13, Домінік брала участь у кастингу фільму «Інтерв'ю з вампіром» на роль Клодії і дійшла до фінальної пари претенденток з Кірстен Данст. В тому ж році працювала на зйомках стрічки «Хороший син», дублеркою Квін Калкін, яка грала Конні.
1995 року 15-річна Суейн обійшла 2500 претенденток на головну роль 12-річної жертви педофілії Лоліти в екранізації роману Володимира Набокова «Лоліта», де її партнерами стали Джеремі Айронс, Мелані Гріффіт та Френк Ланджелла; фільм вийшов 1997 року. За словами режисера Едріана Лайна, його вразило вже те, що Суейн під час прослуховування читала не уривок зі сценарію, як інші акторки, а оригінальний текст роману. Того ж року вона зіграла дочку персонажа Джона Траволти в бойовику «Без обличчя». Потім знялася в численних фільмах, в основному — низькобюджетних незалежних картинах.
2002 року Суейн зайняла 72-е місце в «сотні найсексуальніших жінок світу» за версією видання «Stuff», в лютому 2007-го знявшись для обкладинки цього журналу. Трохи пізніше в тому ж році вона зіграла у фільмі жахів «Dead Mary», який вийшов на DVD, минаючи кінотеатри. Серед інших найвідоміших її проєктів — серіал «Та, що говорить з привидами» і фільм «Альфа Дог».
Також з'являлася в музичних кліпах: наприкінці 2000-х знялася в кліпі гурту «Nickelback» на пісню «Rockstar»; крім того, її можна побачити в кліпах «Lullaby» Шона Маллінза, «Losing Control» гурту «Sky Parade», а також у кліпі на трек Moby «We Are All Made of Stars».
Домінік Суейн — представниця організації PETA (People for the Ethical Treatment of Animals — «Люди за етичне ставлення до тварин»). У 21 рік вона стала наймолодшою моделлю, яка сфотографувалася для PETA оголеною. У рекламі вона в образі Лоліти пише на шкільній дошці: «I'd rather go naked than wear fur» («Краще я буду без одягу, ніж одягну хутро»).
Акторка, однак, не є вегетаріанкою: «Усі вважають, що люди, що підтримують PETA, — вегетаріанці... Я все-таки їм м'ясо, чим рідше, тим краще, і просто вважаю, що не можна вбивати звірів заради їхніх шкур».

## Вибрана фільмографія
| Рік  |   | Українська назва            | Оригінальна назва               | Роль                  |
| ---- | - | --------------------------- | ------------------------------- | --------------------- |
| 1997 | ф | Без обличчя                 | Face/Off                        | Джемі Арчер           |
| 1997 | ф | Лоліта                      | Lolita                          | Лоліта (Долорес Гейз) |
| 1998 | ф | Фанатка                     | Girl                            | Андреа Марр           |
| 2000 | ф | Погані дівчатка             | The Smockers                    | Джефферсон Рот        |
| 2000 | ф | Практикантка                | The Intern                      | Джоселін Беннет       |
| 2001 | ф | Гарбузик                    | Pumpkin                         | Джанін Кришінскі      |
| 2001 | ф | Коледж                      | Turt                            | Кет Сторм             |
| 2002 | ф | Смерть у воді               | Dead in the Water               | Глорія                |
| 2004 | ф | Мертвий сезон               | Out of Season                   | Келлі Філіпс          |
| 2005 | ф | Поглинач душ                | Devour                          | Дакота Девор          |
| 2006 | ф | Альфа Дог                   | Alpha Dog                       | Сьюзен                |
| 2006 | ф | Смертельні жнива            | Fall Down Dead                  | Крісті Воллес         |
| 2006 | с | Та, що говорить з привидами | Ghost Whisperer                 | Стейсі Чейз           |
| 2007 | ф | Тихий океан і Едді          | The Pacific & Eddy              | Челсі                 |
| 2008 | ф | Отрута                      | Toxic                           | Надя                  |
| 2008 | ф | Стилет                      | Stiletto                        | Ненсі                 |
| 2010 | ф | Шлях в нікуди               | Road ti Nowhere                 | Наталі Пост           |
| 2012 | ф | Нацисти в центрі Землі      | Nazisat the Center of the Earth | Пейдж                 |
| 2017 | ф | Чорна кімната               | The Black Room                  | Стейсі                |

## Нагороди та номінації
Сатурн
- 1998 — Номінація на найкращу молоду акторку (Без обличчя).

Молодий актор
- 1999 — Найкраща молода акторка (Лоліта).

MTV Movie & TV Awards
- 1999 — Номінація на найкращий поцілунок (спільно з Джеремі Айронсом) (Лоліта).

DVD Exclusive Awards
- 2003 — Номінація на найкращу акторку (Коледж).

Міжнародний кінофестиваль у Сан-Дієго
- 2007 — Найкраща акторка (Тихий океан і Едді).

Silver Lake Film Festival
- 2007 — Найкраща акторка (Тихий океан і Едді).